# Försvarsbeslutet 1948
Försvarsbeslut 1948 (FB 48) – Kungl. Maj:ts proposition nr 206 fattades av Sveriges riksdag den 21 juni 1948. Som ett resultat av slutet andra världskriget trodde de svenska försvarsexperterna att alla inblandade i kriget skulle avskräckas för nya krigshandlingar. Vilket fick den parlamentariska försvarskommittén året innan lägga fram ett förslag om nedrustning. Bilden kom dock att förändras genom att Sovjetunionen gjorde länderna i Östeuropa till satellitstater, vilket blev startpunkten på kalla kriget mellan väst och öst. Det svenska svaret blev genom en närmst enig riksdag, att försvarsorganisationen skulle bibehållas i samma storlek som under kriget. Värnpliktvolymen kom redan 1950 att uppgå till 40.000 personer. 

## Försvarskommitténs betänkande
I sina direktiv till 1945 års försvarskommitté framhöll försvarsministern bland annat att försvarets organisation borde anpassas efter krigsteknikens delvis genomgripande utveckling under andra världskriget; modern och effektiv utrustning skulle anskaffas; nya försvarsmedel borde komplettera materielutrustningen. Alla vapenföra skulle utbildas; genom rationalisering och förenklad organisation borde alla icke strängt nödvändiga kostnader skäras bort. Under de mer än två år som kommittén har arbetat, har den anlitat sakkunniga och experter inom skilda områden. På kommitténs begäran gjordes inom Högkvarteret en utredning om de förändringar i försvarsorganisationen, som borde ifrågakomma för att begränsa försvarskostnaderna till alternativt 650, 750 och 900 Mkr/år. Därjämte överlämnade överbefälhavaren i mars 1947 ett eget förslag, slutande på något över 1 000 Mkr/år. Kommittén avlämnade sitt betänkande den 12 december 1947, varefter försvarsministern till den 1 februari 1948 infordrade yttranden över betänkandet från ett stort antal myndigheter.
Kommittén hade räknat med att de centrala förvaltningskostnaderna inom armén skull reduceras. Arméns krigsorganisation bestod av rörliga fältförbanden, territoriellt bundna lokalförsvarsförband, depåer för ersättning av förluster och utbildning samt slutligen hemvärnsförbanden, som uppsättas dels av frivilliga, dels av värnpliktiga med uppskov, för rent lokala uppgifter. Försvarskommitté menade på att arméns krigsorganisation vid utgången av den närmaste tioårsperioden att ha reducerats med 14,1%.
En särskild underhållsinspektion föreslogs inrättas inom arméstaben. I denna skulle bland annat en arméingenjörsavdelning ingå, bestående av arméöverdirektör och tre armédirektörer, vilka tidigare tillhörde underhållssektionen vid arméinspektionen. Svea artilleriregemente (A 1), Livregementet till häst (K 1), Skånska kavalleriregementet (K 2) och en luftvärnskår (ej namngiven) föreslogs avvecklas. Norrbottens artillerikår (A 5) föreslogs sammanslås med Bodens artilleriregemente (A 8), verksamheten vid Södra skånska infanteriregementet (I 7) och Upplands regemente (I 8) föreslogs reduceras. Svea ingenjörkår föreslogs reduceras, medan Göta ingenjörkår föreslogs att utvidgas till ett regemente. Trängtrupperna, tygtrupperna och intendenturtrupperna föreslogs sammanslås till ett nytt truppslag, underhållstrupperna, bestående av fyra regementen och en kår. Signaltrupperna, endast bestod av ett regemente, föreslogs få ett nytt signaldetachement om två kompanier. Fälttygkårens sammansättning blir avhängig av förvaltningsutredningens resultat och hade därför inte utformats av kommittén.
Marinen föreslogs få bibehålla den förbindelsecentral inom marinledningen, som hade upprättades vid krigsutbrottet 1939. Kommittén framhöll centralens värde för kontinuerlig signalförbindelse mellan chefen för marinen och rustade fartyg med flera vid inrapportering av minor och andra sjöhinder samt för sjöräddningstjänsten. I den dåvarande organisationen ingick örlogsvarven i Karlskrona, Stockholm och Göteborg. Kapaciteten hos dessa varv förhåller sig som 5:4:1. Av strategiska skäl samt med hänsyn till risken för flyganfall ansågs, trots att flottans tonnage nedgår, att de tre varven skulle bibehållas. Kommittén tog inte någon ställning till frågan om kustartilleriet skall tillhöra marinen eller armén, med tanke på att en särskild utredning pågick. Dock föreslogs en avveckling av Hemsö kustartilleriförsvar och Härnösands kustartilleriregemente, samt att större delen av kustartilleriets luftvärn skulle överföras till armén.
Kommittén ansåg att det vid flygvapnet borde inrättas ett organ benämnt Inspektionen för den tekniska tjänsten. Utbildningen av flygvapnets tekniska personal är mångsidig och omfattar utbildning av flygingenjörer, verkmästare, mästare och flygtekniker samt värnpliktiga av olika slag, såsom biträdande ingenjörer, mekaniker och montörer. Utbildningen sker vid de Centrala flygverkstäderna, vid Flygvapnets tekniska skola, vid Flygvapnets ekoradioskola samt vid förbanden. Kommittén föreslog att två flygflottiljer skulle avvecklas, en attackflottilj, Västgöta flygflottilj (F 6), en spaningsflottilj, Roslagens flygflottilj (F 2). Vidare föreslogs en attackflottilj, Västmanlands flygflottilj (F 1), ombildas till nattjaktflottilj. En ekoradioskola föreslogs inrättas. Avsikten är att flygvapnet skall handha den nyskapade ekoradioorganisationen för luftbevakningen. Dessutom skulle det vid flygvapnet tillkomma en ekoradioorganisation för jaktstridsledning och flygsäkerhetstjänst. Vilken föreslogs utbilda personal på den utrustning som planerades att införas på flertalet av flygvapnets flygplan. Ekoradioutbildningen föreslogs förläggas till en permanent skola på till det etablissement i Stockholm som Roslagens flygflottilj skulle lämna efter sig.

## Försvarsbeslutet

### Armén
Armén kom att övergå till att organisera brigader efter att tidigare varit organiserad med fältregementen. Brigadens organisation var betydligt mer slagkraftigare och starkare förband. Totalt kom 35 infanteribrigader och pansarbrigader om 6 000 man vardera att sättas upp. Av dessa var sex stycken moderna pansarbrigader, vilka kom att utrustas med den brittiska Centurionstridsvagnen. Den 1 juli 1948 sammanslogs truppslagen trängen och tygtrupperna och bildade ett nytt gemensamt truppslag, underhållstrupperna. Där trängkårerna skulle bilda underhållsregementen, dock genomfördes aldrig den förändringen. Den 1 januari 1949 uppgick tygkompanierna i trängkårerna och den 1 januari 1950 ändrades namnet på underhållstrupperna till trängtrupperna, samtidigt som intendenturtrupperna uppgick i trängförbanden.

### Flygvapnet
För flygvapnet betydde det bland annat att antalet jaktflygplan kom att öka med 50 procent. Flygvapnet kom att utvecklas till det fjärde största i världen, samtidigt som det var världens modernaste med enbart jetdrivna flygplan.  

### Marinen
Inom Marinen var den stora vinnaren ubåtsvapnet, genom att flottan minskades efter hand på grund av att de stora fartygens tid var förbi. 1950 bestod det svenska ubåtsvapnet av 29 svenska ubåtar.

### Förbands förändringar
Under försvarsbeslutsperioden 1948–1958 genomfördes nedan förändringar inom försvaret.
| Förbandsnr | Förband                             | Aktivt    | Garnisonsort                                | Kommentar                                                             |
| ---------- | ----------------------------------- | --------- | ------------------------------------------- | --------------------------------------------------------------------- |
| A 5        | Norrbottens artillerikår            | 1928–1951 | Bodens garnison                             | Uppgick 1951 i Bodens artilleriregemente (A 8)                        |
| BoLu       | Luleå marina bevakningsområde       | 1953–1983 | Luleå garnison                              | Bildades 1951                                                         |
| BoMö       | Malmö marina bevakningsområde       | 1951–1993 | Malmö garnison                              | Omorganiserades 1951 från Öresunds marindistrikt                      |
| F 2        | Roslagens flygflottilj              | 1926–1949 | Stockholms garnison                         | Omorganiserad 1949 till Roslagens flygkår (F 2)                       |
| F 2        | Roslagens flygkår                   | 1949–1974 | Stockholms garnison                         |                                                                       |
| Int 1      | Första intendenturkompaniet         | 1915–1949 | Stockholms garnison                         | Uppgick 1949 i Svea trängkår (T 1) och Skånska trängkåren (T 4)       |
| Int 2      | Andra intendenturkompaniet          | 1915–1950 | Karlsborgs garnison                         | Uppgick 1951 i Göta trängkår (T 2)                                    |
| Int 3      | Tredje intendenturkompaniet         | 1915–1950 | Bodens garnison                             | Uppgick 1951 i Norrlands trängkår (T 3)                               |
| K 1        | Livregementet till häst             | 1928–1949 | Stockholms garnison                         | Avvecklades 1949                                                      |
| K 1        | Livgardesskvadronen                 | 1949–1975 | Stockholms garnison                         | Bildades 1949 som skvadron och arvtagare till Livregementet till häst |
| K 2        | Skånska kavalleriregementet         | 1946–1952 | Helsingborgs garnison                       | Avvecklades 1952                                                      |
| KA 5       | Härnösands kustartillerikår         | 1953–1998 | Härnösands garnison                         | Organiserades 1953 till självständigt förband.                        |
| MDG        | Gotlands marindistrikt              | 1928–1956 | Visby garnison                              | Uppgick 1956 Ostkustens marindistrikt                                 |
| MDÖ        | Öresunds marindistrikt              | 1928–1951 | Malmö garnison                              | Omorganiserades 1951 till Malmö marina bevakningsområde               |
| T 2 N      | Göta trängregementes kompani i Nora | 1945–1952 | Nora                                        | Avvecklades 1952                                                      |
| Tyg 1      | Första tygkompaniet                 | 1942–1949 | Stockholms garnison och Linköpings garnison | Uppgick 1949 i Svea trängkår (T 1)                                    |
| Tyg 2      | Andra tygkompaniet                  | 1943–1949 | Skövde garnison                             | Uppgick 1949 i Göta trängkår (T 2)                                    |
| Tyg 3      | Tredje tygkompaniet                 | 1943–1949 | Hässleholms garnison                        | Uppgick 1949 i Skånska trängkåren (T 4)                               |